# Mai Nakamura
Mai Nakamura (中村 真衣?, Nakamura Mai; Niigata, 16 luglio 1979) è una nuotatrice giapponese.

## Carriera
Specializzata nel dorso ha vinto una medaglia d'argento e una di bronzo alle Olimpiadi di Sydney 2000.

## Palmarès
- Giochi olimpici

Sydney 2000: argento nei 100m dorso e bronzo nella 4x100m misti.
- Mondiali

Perth 1998: argento nei 100m dorso, bronzo nei 200m dorso e nella 4x100m misti.
- Mondiali in vasca corta

Hong Kong 1999: oro nei 100m dorso, nei 200m dorso e nella 4x100m misti e argento nei 50m dorso.
- Giochi PanPacifici

Atlanta 1995: bronzo nei 100m dorso.
Fukuoka 1997: oro nei 100m dorso e nei 200m dorso e bronzo nella 4x100m misti.
Sydney 1999: oro nei 100m dorso e bronzo nella 4x100m misti.
- Giochi asiatici

Hiroshima 1994: bronzo nei 100m dorso.
Bangkok 1998: argento nei 100m dorso e nei 200m dorso.
- Universiadi

Pechino 2001: oro nei 100m dorso e argento nei 50m dorso.